# Madagaskarreiher

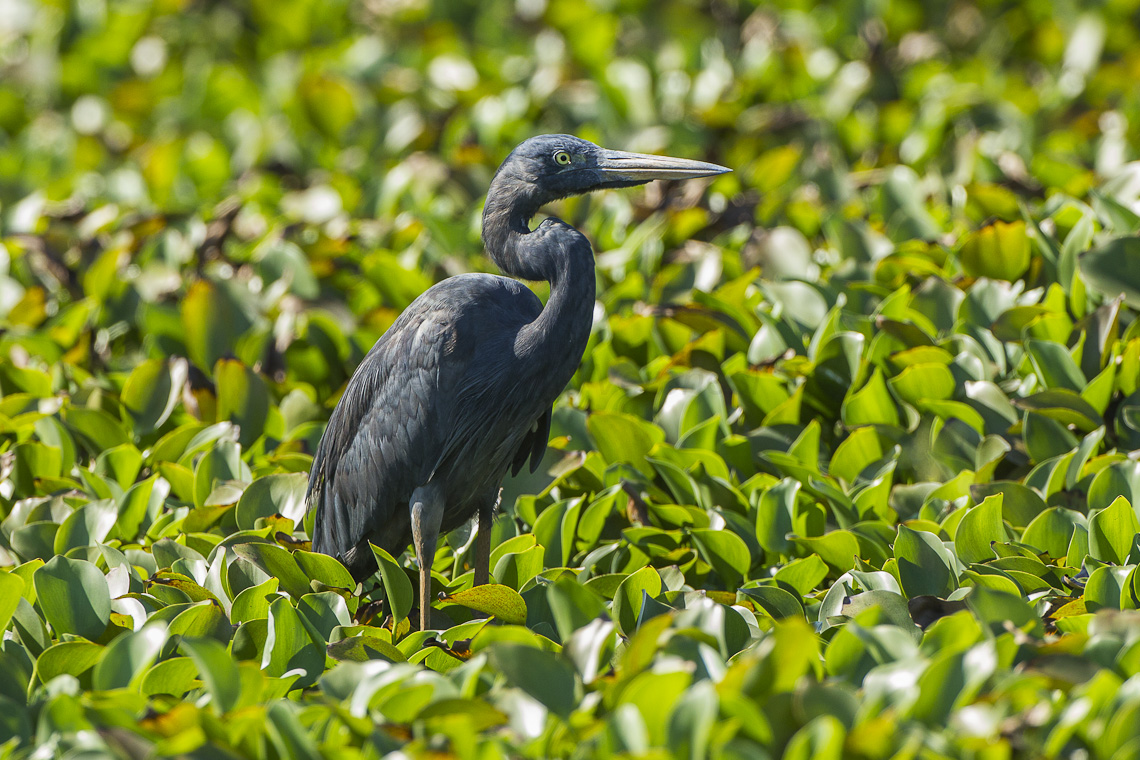
Madagaskarreiher

Verbreitungskarte des Madagaskarreihers

Der Madagaskarreiher (Ardea humbloti) ist eine Vogelart aus der Familie der Reiher, der früher auf ganz Madagaskar vorkam. Mittlerweile ist die Art auf wenige Gebiete im Westen Madagaskars beschränkt. Die Bestandssituation dieser Reiherart wird mit endangered (= stark gefährdet) angegeben.

## Merkmale
Der Madagaskarreiher ist ein recht stattlicher Stelzvogel und erreicht eine Länge von etwa 90 cm. Sein Gefieder ist überwiegend schiefergrau. Der sehr große Schnabel ist hellgelb und verfärbt sich während der Brutzeit dunkelgelb bis orange.

## Vorkommen und Lebensraum
Er brütet ausschließlich auf Madagaskar und dort hauptsächlich im Norden und Westen der Insel sowie am Ufer des Lac Alaotra. Außerdem wird er gelegentlich auf den Komoren, Mayotte und dem Aldabra-Atoll beobachtet. Sein Lebensraum sind die dortigen Feuchtgebiete und Mangroven.
Der Reiher ist entweder einzeln oder in kleinen Gruppen zu beobachten. Gelegentlich ist er mit Graureihern vergesellschaftet, deren Nester er auch gelegentlich während der Brutzeit nutzt. Er ist grundsätzlich ein Standvogel, unternimmt jedoch gelegentlich weitere Wanderungen, um geeigneten Lebensraum zu finden.

## Lebensweise
Madagaskarreiher sind vor allem an nicht verschmutzten Gewässern anzutreffen. Ihre wichtigste Nahrung sind Fische mit einer Körperlänge von zehn bis zwanzig Zentimeter. Sie fressen daneben aber auch Krabben, Krebse, Garnelen.
Der Madagaskarreiher brütet in Bäumen einzeln oder in kleinen Kolonien und ist dabei gelegentlich auch mit anderen Reiherarten vergesellschaftet.

## Gefährdung
Die Art ist in ihrem Bestand gefährdet, die Population wird auf lediglich 1.000 bis 3.000 Tiere geschätzt. Der Grund hierfür liegt zum einen in der Bejagung durch die Einheimischen und zum anderen in der Zerstörung seines Lebensraumes durch Abholzung und Trockenlegung. Auch die Erschließung der Küstenregionen für den Tourismus hat zu einem Rückgang dieser Art beigetragen.
Der Madagaskarreiher kommt auch in Gebieten vor, die unter Naturschutz stehen wie beispielsweise dem Ankarafantsika Strict Reserve, dem Ankarana Special Reserve und dem Baly Bay National Park. Mehr als 50 Prozent der Populationen leben jedoch außerhalb solcher Schutzgebiete. Madagaskar hat außerdem die Ramsar-Konvention ratifiziert, die seit 1999 für dieses Land Gültigkeit hat. Damit hat sich Madagaskar verpflichtet, den Schutz von Feuchtgebieten zu erhöhen und auszuweiten.

## Dedikationsnamen
Seinen wissenschaftlichen Namen trägt er zu Ehren von Léon Humblot, der von 1884 bis 1897 Gouverneur der Komoren war. Auch nach Beendigung seines Amtes blieb er der größte Landbesitzer auf der Insel, der mit Sklavenarbeit seine Plantagen bewirtschaftete. Er scheint darüber hinaus ein Amateur-Naturforscher gewesen zu sein, da er wohl die Orchideenart Angraecum Leonies zugeschrieben wird.

## Einzelbelege
1. 1 2 3 4  Ardea humbloti in der Roten Liste gefährdeter Arten der IUCN 2011. Eingestellt von: BirdLife International, 2012. Abgerufen am 16. Oktober 2016.
2. ↑  Martin Walters: Die Signale der Vögel - Was Vögel über die Umwelt verraten. Haupt, Bern 2011, ISBN 978-3-258-07682-9, S. 129.
3. ↑  Bo Beolens, Michael Watkins: Whose Bird? Men and Women Commemorated in the Common Names of Birds. Christopher Helm, London 2003, ISBN 0-7136-6647-1, S. 205.